# 辛达里厄斯·桑韦尔
辛达里厄斯·戴坎·桑韦尔（英語：Sindarius Dyquann Thornwell，1994年11月15日—）為美國男子籃球運動員，現效力於中国男子篮球职业联赛新疆广汇。

## 職業生涯
2021年11月11日，德國籃球甲級聯賽乌尔姆通益制药簽下桑韦尔。2022年10月19日，土耳其籃球超級聯賽布爾薩體育簽下桑韦尔。12月24日，桑韦尔離開布爾薩體育。2023年7月14日，VTB聯賽薩拉托夫公路簽下桑韦尔。2024年8月23日，波蘭籃球甲級聯賽綠山城引進桑韦尔。2025年2月8日，桑韦尔離開綠山城。2月14日，中国男子篮球职业联赛新疆广汇取消註冊Q·J·彼得森，註冊桑韦尔。

## 外部連結
- 辛达里厄斯·桑韦尔在fiba.basketball（英语）
- 辛达里厄斯·桑韦尔在NBA（英语）
- 辛达里厄斯·桑韦尔在NBA G聯盟（英语）
- 辛达里厄斯·桑韦尔在歐洲籃球聯賽（英语）
- 辛达里厄斯·桑韦尔在土耳其籃球超級聯賽（英语）
- 辛达里厄斯·桑韦尔在VTB聯賽（英语）
- 辛达里厄斯·桑韦尔在德國籃球甲級聯賽（德语）
- 辛达里厄斯·桑韦尔在中国男子篮球职业联赛
- 辛达里厄斯·桑韦尔在Basketball-Reference.com（NBA）（英语）
- 辛达里厄斯·桑韦尔在Basketball-Reference.com（NBA G聯盟）（英语）
- 辛达里厄斯·桑韦尔在Basketball-Reference.com（國際）（英语）
- 辛达里厄斯·桑韦尔在Sports-Reference.com（NCAA）（英语）
- 辛达里厄斯·桑韦尔在ESPN（NBA）（英语）
- 辛达里厄斯·桑韦尔在Eurobasket.com（球員）（英语）
- 辛达里厄斯·桑韦尔在Proballers（英语）
- 辛达里厄斯·桑韦尔在RealGM（英语）
- 辛达里厄斯·桑韦尔在中国篮球数据库